# Torrent de Mussarra
El torrent de Mussarra és un torrent que discorre a cavall dels termes municipals de Calders i de Monistrol de Calders, de la comarca del Moianès.
Es forma a la fondalada del nord de la masia de Mussarra, de la Quintana de Mussarra i del Camp de l'Estoviada, i al sud del Serrat del Feliu, des d'on davalla cap al nord pel costat de ponent de la Baga de la Corriola, fins que s'aboca en el torrent de la Baga de la Corriola.